# Ingeburge de Danemark
Pour les articles homonymes, voir Ingeborg et Ingeborg de Danemark.

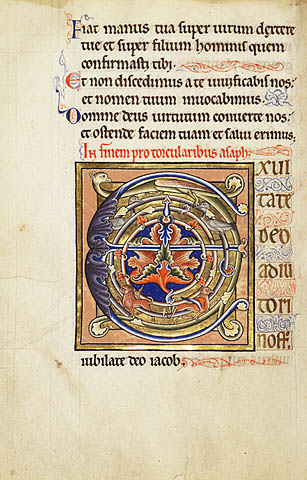
Lettrine enluminée E, Psautier d'Ingeburge, vers 1200, Chantilly, Musée Condé, Ms. 9.

Ingeburge de Danemark (1174 – 29 juillet 1236), ou encore Ingeborg ou Isambour (en danois : Ingeborg af Danmark), est une reine de France.
Fille du roi de Danemark Valdemar Ier, elle épouse le 14 août 1193 le roi Philippe Auguste ; mais dès le lendemain, celui-ci demande l’annulation du mariage.
Ingeburge refusa toujours cette répudiation et est enfermée de couvents en prisons pendant près de vingt ans, en dépit des pressions papales à l'encontre du roi devenu bigame.
Sa disgrâce prend fin en 1213, elle reprend alors sa place d'épouse et de reine. C'est probablement à cette époque qu'elle fait réaliser le Psautier d'Ingeburge, livre de prières connu pour ses riches miniatures de style 1200.
Elle survit treize ans à Philippe Auguste et se retire après son veuvage dans le prieuré qu'elle fait construire à Saint-Jean-en-Isle, entre Corbeil et Essonnes.

## Biographie

### Origines
Née en 1174, elle est la fille de Valdemar Ier, « le Grand », roi de Danemark et de Sophie de Polock.
À la mort de son père en 1182, c'est son frère Knut VI qui devient roi de Danemark.

### Mariage
Le jeune roi de France, veuf d’Isabelle de Hainaut depuis deux ans, cherche une nouvelle reine et une épouse pour consolider sa fragile descendance.
Pour s’épargner une toujours possible annulation en consanguinité (cf. Louis VII de France et Aliénor d’Aquitaine), son choix se porte sur le Danemark gouverné par Knud VI de Danemark qui accepte le mariage de sa sœur Ingeburge avec le roi de France. La dot est âprement débattue et fixée à 10 000 marcs d’argent, une lourde charge pour un petit royaume.
La princesse est amenée en France, Philippe la rencontre à Amiens le 14 août 1193, l'épouse le jour même en la cathédrale Notre-Dame d'Amiens.

### Sacre et annulation
Ingeburge est couronnée reine le lendemain. Les témoins du mariage dirent que le roi était fébrile la veille de la cérémonie et que le lendemain même de ses noces, Philippe, sans qu’il s’en explique, demande aux ambassadeurs du Danemark de repartir avec Ingeburge, ce qu’ils refusent en quittant le royaume de France sur-le-champ. La reine est d’abord conduite au prieuré de Saint-Maur puis à l'abbaye Saint-Calixte de Cysoing et Philippe II entama une procédure d’annulation de mariage.
Le 5 novembre 1193, l’annulation du mariage est prononcée grâce à la complaisance de Guillaume de Champagne, archevêque de Reims et oncle du roi de France. La reine qui reste seule et sans soutien ne parle ni français ni latin ; le peu de vocabulaire dont elle dispose dans cette langue lui permet toutefois d’exprimer son désaccord sur l’annulation du mariage par ces mots : « Mala Francia » « Roma, Roma ». Elle demande par ces mots l’intervention du pape Célestin III.

### Remariage de Philippe Auguste
Se considérant comme libre de tous liens matrimoniaux grâce aux évêques complaisants et à la faiblesse du pape, Philippe II cherche une reine de France qui puisse lui assurer une postérité, car il n’a qu’un seul fils.
La situation d’Ingeburge, recluse de force dans un couvent, esr connue dans toutes les cours d’Europe, si bien que Philippe a beaucoup de mal à convaincre les candidates de la pureté de ses intentions. Ingeburge est soutenue par les princesses d’Europe vassales du royaume de France ; son psautier nous apprend qu’elle tenait notamment en grande estime la comtesse Eléonore de Vermandois, nièce d’Aliénor d’Aquitaine, qui elle-même a été retenue prisonnière par Henri II d'Angleterre pendant quatorze années.
C’est donc d’une union moins éclatante que Philippe II doit se contenter avec Agnès de Méranie, fille de Berthold IV, duc de Méranie, dont il s’éprend d’autant plus sincèrement que ce devait être l’union de la dernière chance au vu de sa situation.
La résistance inattendue d’Ingeburge dont Philippe pensait venir à bout rapidement est pour la reine de France répudiée et déchue le début d’une longue période de captivité et d'exil. La papauté consacre au dénouement de cette tragédie matrimoniale et politique pas moins de quatre conciles qui concluent tous à la vanité des arguments en faveur de l’annulation puisqu’il n’y a pas de consanguinité, que le mariage a été consommé, que l’épouse persiste à vouloir rester dans les liens du mariage au contraire de l’époux qui les a bafoués sciemment.
Le 7 mai 1196, le pape Célestin III convoque en pure perte un concile de réconciliation à Paris qui n’aboutit pas, intimidé par la cour et le roi. Ingeburge renouvèle son opposition à l’annulation, et renforce la détermination de Philippe II à l’obtenir. Il enferme Ingeburge afin de pouvoir convoler avec Agnès de Méranie qu’il épouse le 1er juin 1196, et elle passe une dizaine d'années à la tour de Guinette du château d'Étampes.  
En 1198, le nouveau pape Innocent III prend la cause d’Ingeburge très au sérieux et décide d’utiliser les grands moyens. Il somme plusieurs fois le roi de France de rendre sa place à Ingeburge et de se séparer d’Agnès de Méranie qu’il tient pour une intruse. Il menace le roi d’excommunication et lui intime de faire œuvre de chair avec son épouse légitime. La mère d'Ingeburge, Sophie de Polock, meurt cette année-là.

### L'interdit sur le royaume de France
Le 6 décembre 1199, Innocent III convoque un concile à Dijon qui casse le mariage de Philippe et d’Agnès. Philippe II est excommunié et le pape se prépare à lancer l’interdit sur le royaume de France (en fait sur le seul domaine royal).
Le 15 janvier 1200 au concile de Vienne (Isère), devant l’insuccès de ses démarches diplomatiques, le légat Pierre de Capoue jette officiellement l'interdit sur le royaume de France, ce dont Philippe II n’a cure bien qu’il s’en offusque au point d’envoyer de nombreux émissaires à Rome pour faire lever l’excommunication. Certains évêques (comme Odon de Sully, évêque de Paris) et abbés, chargés de par leur sacerdoce d'appliquer la sentence, sont expulsés ou exilés pour avoir pris position contre le roi, tandis qu'Ingeburge est transférée du couvent de Cysoing dans une prison située à trois journées de la capitale. Le mariage de son fils Louis avec Blanche de Castille ne peut avoir lieu sur le domaine du roi de France en raison de cet interdit, et est donc célébré sans faste dans le duché de Normandie.
La population du royaume de France gronde, ne pouvant recevoir aucun sacrement, les morts ne sont plus inhumés dans les cimetières consacrés. La situation s'étant éternisée tout l'été, l'air empeste les charniers improvisés et les miasmes menacent la santé publique. Le 7 septembre 1200, le parlement se tient à Rambouillet confirmant à Agnès que son mariage n’est pas reconnu par Rome. Le roi rejette la faute de la dissolution sur ses évêques complaisants. Ingeburge, qui est incarcérée à trois journées de Paris pendant les délibérations, est amenée au château des reines de France à Saint-Léger-en-Yvelines. En septembre 1200, l’interdit est levé par le cardinal Octavien, ce qui lui est reproché par le pape Innocent III, car Philippe n’a pas quitté Agnès pour autant, contrairement à ses promesses.

### Mort d'Agnès de Méranie
En mars 1201, le cardinal Octavien, légat du pape, convoque un concile à Soissons pour tenir le procès tant attendu auquel Ingeburge assiste. Philippe échoue à faire annuler son mariage et doit se résigner à éloigner à Poissy Agnès enceinte de son troisième enfant. Philippe libère Ingeburge. Toutefois, tout ceci n’est que pour obtenir la légitimation des deux enfants nés hors mariage d’Agnès et de Philippe ; Ingeburge, officiellement épouse et reine incontestée, est envoyée au château d'Étampes, « dans la plus grande solitude et un relatif dénuement ». Selon une légende du XVIe siècle, Ingeburge a une relation avec son geôlier et fait même une fausse couche d'une fille en 1203.
Le 20 juillet 1201, Agnès meurt en couches, l’enfant ne survit pas.
En novembre 1201, le pape Innocent III accueille favorablement la demande de légitimation des enfants de Philippe II et d’Agnès de Méranie au motif que cette princesse a de bonne foi consenti au mariage, dans l’ignorance qu’elle était que l’annulation était illégale.
Dès la fin de l’année 1201, la messe est dite et Ingeburge aurait dû être libérée de sa prison d’Étampes, mais il n’en est rien car Philippe II s’obstine, d’autant plus rassuré sur sa postérité que son second fils a été légitimé. Les faits montront qu’il ne s’interdisait pas de rechercher une nouvelle alliance matrimoniale car il n’a alors que 36 ans.
À partir de 1202, Ingeburge bénéficie toujours du soutien du pape Innocent III et des ambassadeurs danois. Son frère le roi Knut VI meurt. Son frère Waldemar II est couronné roi du Danemark. Philippe II organise une véritable persécution de la reine, espérant qu’elle finirait par prendre le voile ou demander l’annulation elle-même. Le pape Innocent III se plaint alors des vexations que subit la reine, condamnée à une vile existence alors qu’elle est reine de France, fille de roi et sœur de roi.
En 1205, Philippe demande la séparation cette fois pour non-consommation du mariage, or le pape Innocent III a prié le roi de France de faire acte de chair avec son épouse répudiée afin de se convaincre que sa répulsion est non fondée, ce que Philippe a déjà consenti tant à Amiens qu’à Saint-Maur dans les premiers temps de la séparation, qu’à Étampes après le concile de Dijon, ainsi qu'Ingeburge le confirme au cardinal Octavien.
Entre 1205 et 1209 lui nait un fils, Pierre-Carolus dit Pierre Charlot qui devient plus tard évêque de Noyon et s'illustre pour son soutien à la croisade avec saint Louis. Il aurait envisagé de se remarier une nouvelle fois, peut-être avec la mère de son fils naturel, la mystérieuse « dame d'Arras » de laquelle les sources ne disent rien. Constatant définitivement que ces projets débouchent sur une impasse, le roi met fin brutalement aux négociations de rupture en 1212. L'abandon de ces menées de divorce peut être le fait du décès de la candidate.
En 1207, Philippe II visite à nouveau Ingeburge puis conclut à l’impossibilité de lui trouver suffisamment de charmes pour en faire son épouse. L’argument des « aiguillettes nouées » ne tient définitivement plus, même s’il a pu être la cause de la répulsion que Philippe II a éprouvée pour son épouse le soir de ses noces.

### Restitution du statut royal
En janvier 1213, un concile se tient à Soissons, après que Jean d’Angleterre ait été déclaré indigne de sa fonction de roi et déposé. Les évêques anglais invitent le roi et son fils Louis de France à s’emparer du trône d'Angleterre au nom des droits de son épouse Blanche de Castille. À cette occasion, Philippe II déclare reprendre la vie commune avec Ingeburge à qui il restitue ses droits d’épouse et de reine. La reine a 38 ans, elle a passé dix-neuf années emprisonnée ou exilée. Rappelée à la cour, elle vit en bonne intelligence avec le roi jusqu'à la mort de celui-ci. En dépit de l'adversité et des mauvais traitements qu'elle subit, elle se réjouit de l'issue de la bataille de Bouvines.
Lorsqu'elle reprend officiellement sa place en qualité de reine, elle reçoit les hommages de Blanche de Castille et de Louis VIII qui lui présentent leurs enfants.

### Veuvage et mort
Dans son testament, Philippe II lui octroie 10 000 marcs d'argent. Il stipule que Nous donnons à notre très chère femme Isemberge, reine des Français, 10 000 livres parisis, quoique nous puissions donner davantage à ladite reine ; mais nous nous sommes imposé ce taux, afin de pouvoir rendre pleinement ce que nous avons injustement reçu. On peut concevoir que n'ayant jamais traité sa très chère femme Isemberge comme son épouse et encore moins comme reine de France puisqu'elle n'a jamais participé à la vie politique du royaume, Philippe II tenait à rembourser la dot qu'il avait reçue augmentée du loyer de l'argent, mais sans dons supplémentaires pour services rendus.
Ingeburge vit ensuite dans le prieuré hospitalier qu'elle fait construire à Saint-Jean-en-l'Isle (à proximité de Corbeil), dans le douaire que Philippe Auguste lui a fait constituer. Elle est le témoin effacé de la régence de Blanche de Castille et des dix premières années de règne de saint Louis. Ingeburge fait célébrer annuellement une messe à sa mémoire et à celle de son époux défunt. Le roi de France Louis VIII participe au financement pour être ajouté aux prières. 
La reine douairière s'éteint le 29 juillet 1236 au prieuré Saint-Jean. Son douaire revient alors à la couronne. Dans son testament, elle demande à être inhumée à la basilique Saint-Denis, ce que le petit-fils de Philippe Auguste, saint Louis, refuse[réf. incomplète].

## Les motivations de la répudiation
Nul n’a su les raisons véritables qui poussèrent le roi Philippe II de France à se séparer de la reine Ingeburge de Danemark. Les chroniqueurs s’entendent à dire que la reine était agréable et éduquée. Ce mariage avait été souhaité par le roi de France, pourtant, l’union semblait tellement impossible à Philippe, qu’il engagea son destin sans le savoir dans un bras de fer dont il ne sortit pas vainqueur.
Une semblable répulsion physique est hors du commun dans un mariage royal où les protagonistes capétiens ont toujours fait passer l'intérêt du royaume avant toute autre considération, au prix parfois d'adultère et d'excommunication (cf. Robert II de France).
Selon la légende, le roi l'aurait rendue responsable de son impuissance sexuelle durant leur nuit de noces et, furieux, voulut la renvoyer chez elle. Se heurtant au refus d'Ingeburge tout de même reine de France, il la fit alors enfermer pour vingt ans.
Les motifs de la fin de sa disgrâce sont tout aussi obscurs.
Certains historiens ont vu dans la libération d'Ingeburge en 1213 l’opportunisme du roi de France qui cherchait alors des alliances pour envahir l'Angleterre. Philippe II aurait pu imaginer obtenir l’aide du Danemark pour conquérir le trône de Jean sans Terre, mais les Danois estimaient n’avoir plus aucun lien avec l'Angleterre, l'avaient fait savoir aux ambassadeurs de Philippe II au moment des fiançailles d'Ingeburge, et que cette querelle n’était pas la leur. Waldemar II ne bougea pas le petit doigt pour participer à cette entreprise. Les bateaux français restèrent au port et Philippe détourna son projet vers Gand pour attaquer les Flamands qui ne l’avaient pas suivi dans la conquête anglaise.
Cette explication est plausible quand on la ramène à la personnalité ambivalente de Philippe II. Cependant, il ne se serait pas interdit de réincarcérer Ingeburge dès lors que les Danois lui refusaient leur aide. Puisqu’il ne le fit pas, c’est que son intérêt était autre, ou avait été satisfait.
Si on imagine que le roi de Danemark Waldemar II était aussi duc du Jutland, principauté qui jouxte l'Allemagne, et qu’il aurait pu se joindre à la coalition menée par Otton et Jean, alors on peut dire que Philippe II, en libérant Ingeburge, ne gagnait pas un allié pour envahir l’Angleterre mais se comptait un ennemi de moins en 1214 à la bataille de Bouvines, ce qui n’était pas une si mauvaise affaire.

## Le psautier d'Ingeburge
Le psautier est un manuscrit datant de la fin du XIIe ou du début du XIIIe siècle. Les désinences et certaines expressions montrent que le livre était destiné à une femme, très vraisemblablement Ingeburge. Le calendrier comporte en effet trois mentions nécrologiques qui lui sont proches : l'une est consacrée à Éléonore de Vermandois, qui appartenait à l'entourage proche de la reine, la seconde au père d'Ingeburge, Valdemar Ier de Danemark et la troisième à sa mère, la reine Sophie. Le calendrier fait enfin mention de la victoire de son mari à la bataille de Bouvines, le 27 juillet 1214.